# Mall Varna
Mall Varna – centrum handlowe w Warnie, w Bułgarii, które zostało otwarte w dniu 12 czerwca 2008. Znajduje się na skrzyżowaniu bulwarów Władysława Warneńczyka i Christo Smirnenskiego i został wybudowany kosztem 120 milionów euro. Mall Varna jest obecnie największym centrum handlowym we wschodniej części Bułgarii, a jego budowa trwała dwa lata.
Centrum zawiera:
- 70 000 m² całkowitej powierzchni
- 33.000 mm² powierzchni handlowej
- 2000 mm² Supermarketu Piccadilly
- 2 kondygnacje ze sklepami odzieżowymi (w tym Kenvelo, New Yorker, Nike, Adidas, Puma Camper, Lee Cooper, Sprider, Esprit, Le Coq Sportif i inne).
- 8 sal kinowych z 1300 miejsc w Cinema Complex Arena
- 10 torową kręgielnię, Kino 3D Sega Games, restauracje, kawiarnie, w tym Burger King McDonald’s i KFC.
- 800 m² centrum rozrywki dla dzieci Capella Play